# Sommet du G7 de 1988
Pour un article plus général, voir Sommet du G8.
Le sommet du G7 1988, 14e réunion du G7, réunissait les dirigeants des 7 pays démocratiques les plus industrialisés, ou G7, du  19 au 21 juin 1988, dans la ville canadienne de Toronto.

## Déroulement du sommet

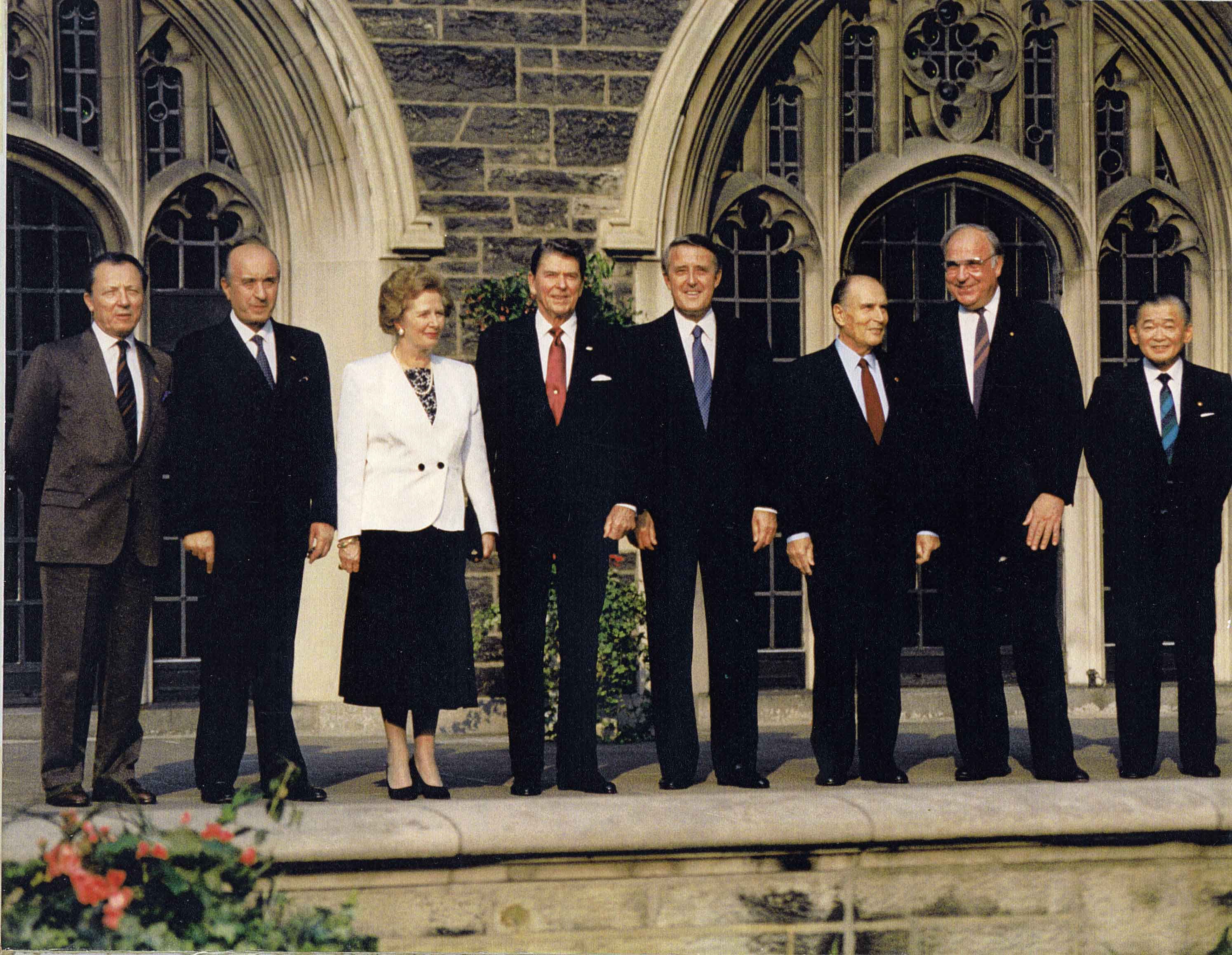
« Photo de famille » à l'université de Toronto : (de gauche à droite) Jacques Delors, Ciriaco De Mita, Margaret Thatcher, Ronald Reagan, Brian Mulroney, François Mitterrand, Helmut Kohl et Noboru Takeshita.

## Participants
| Participants au G7            |                            |                     |                      |
| Membre                        | Membre                     | Représenté par      | Fonction             |
| Drapeau du Canada             | Canada                     | Brian Mulroney      | Premier ministre     |
| Drapeau de la France          | France                     | François Mitterrand | Président            |
| Drapeau de l'Allemagne        | Allemagne de l'Ouest (RFA) | Helmut Kohl         | Chancelier           |
| Drapeau de l'Italie           | Italie                     | Ciriaco de Mita     | Président du Conseil |
| Drapeau du Japon              | Japon                      | Noboru Takeshita    | Premier ministre     |
| Drapeau du Royaume-Uni        | Royaume-Uni                | Margaret Thatcher   | Premier ministre     |
| Drapeau des États-Unis        | États-Unis                 | Ronald Reagan       | Président            |
| Drapeau de l’Union européenne | Commission européenne      | Jacques Delors      | Président            |